# The Feelies
The Feelies – amerykański zespół grający jangle pop w latach 1976–1992, reaktywowany w roku 2008, gra do dzisiaj.
Utworzony został przez Glenna Mercera i Billa Milliona w Haledon w New Jersey. Początkowo oprócz nich członkami zespołu byli: Keith DeNunzio a/k/a Keith Clayton, Anton „Andy” Fier, Vinny DeNunzio, John Papesca. Ostateczny skład wyklarował się w roku 1983 kiedy do zespołu dołączyli Dave Weckerman, Brenda Sauter i Stan Demeski.
W swoich piosenkach The Feelies łączą brzęczące dźwięki gitary akustycznej z gitarą elektryczną. Słychać również dużo eksperymentalnej perkusji.

## Dyskografia
- Crazy Rhythms – 1980
- The Good Earth – 1986
- Only Life – 1988
- Time for a Witness – 1991
- Here Before – 2011